# Hochschulbauförderungsgesetz
Das Gesetz über die Gemeinschaftsaufgabe „Ausbau und Neubau von Hochschulen“ (Hochschulbauförderungsgesetz, HSchulBG bzw. HBFG) vom 1. September 1969 (BGBl. I S. 1556) legte den Ausbau und Neubau von Hochschulen in der Bundesrepublik Deutschland als Gemeinschaftsaufgabe von Bund und Ländern fest.
Das HSchulBG wurde im Rahmen der Föderalismusreform zum 1. Januar 2007 abgeschafft. Die "alte" Gemeinschaftsaufgabe des Bundes wird in Art. 143c und in Art. 91b Absatz 1 und 3 des Grundgesetzes (GG) neu geregelt.
Es ist einer der Punkte, in denen der Bund die Bildungshoheit der Bundesländer etwas durchkreuzte und für größere Investitionsvorhaben der Hochschulen Mittel zur Verfügung stellte. Nach dem HSchulBG gehörten zum Ausbau und Neubau von Hochschulen auch die Ausgaben für die Beschaffung der gesondert im Rahmenplan für den Hochschulbau ausgewiesenen Großgeräte für Ausbildung und Forschung, wenn die Kosten für das einzelne Gerät einschließlich Zubehör 125.000 Euro bei Universitäten und 75.000 Euro bei allen anderen Hochschulen übersteigen.